# Sling (BDSM)

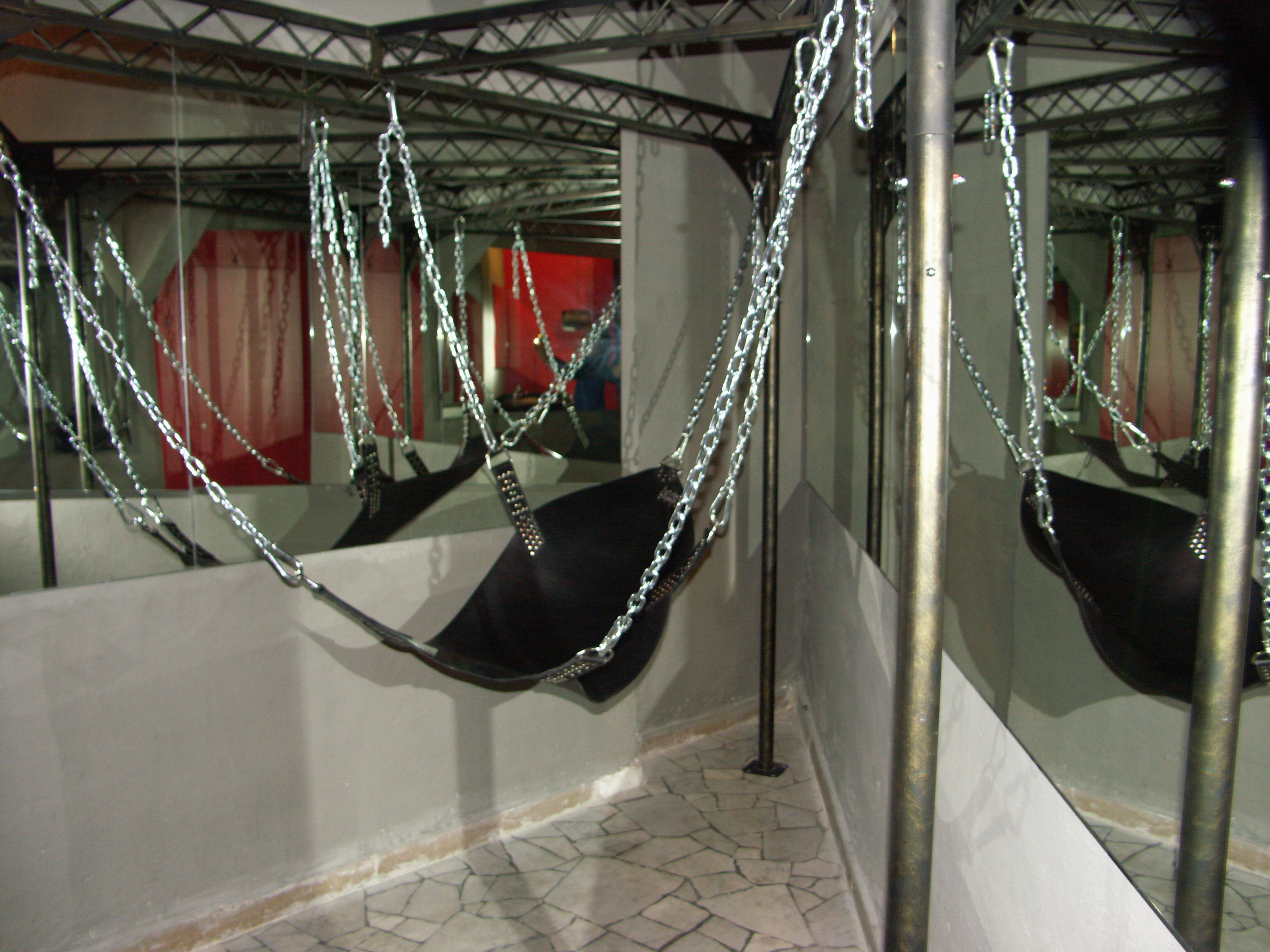
Ledersling an Stahlketten in einer verspiegelten Dungeonecke.

Ein Sling (auch Liebesschaukel) ist eine aus Leder oder Kunststoff gefertigte Schaukel, die in der Regel an Ketten befestigt von der Decke eines Raumes oder einer speziellen Stützkonstruktion hängt. Das Sexspielzeug dient als Liege für den passiven Partner und wird vor allem für Analverkehr und Fisting verwendet. Die spezielle Liegeposition ermöglicht unbeschränkten Zugang zu Anus, Rektum und gegebenenfalls Vagina und bietet eine sehr entspannte Liegeposition.
Hierbei besteht im Bereich BDSM die Möglichkeit, den Bottom zusätzlich an Händen und Füßen zu fixieren. Einige Modelle sind hierzu mit speziellen Schlaufen ausgestattet.
Entsprechende Konstruktionen wurden ursprünglich vor allem in homosexuellen Kontexten verwendet, tauchen jedoch zunehmend auf BDSM-Veranstaltungen und in Dungeons auf.